# Colònia de Singapur

Bandera colonial de Singapur (1946-1959), la corona aquí representada es va modificar vers el 1955

La colònia de Singapur fou un territori britànic que va existir del 1824 al 1826 i del 1946 al 1963. Del 1826 al 1946 va ser un dels territoris de les Colònies de l'Estret; d'aquest territori van dependre les illes Cocos (1886-1942) i l'illa Christmas (1888 a 1946) que van romandre també dins a la colònia separada de Singapur creada el 1946, però en foren separades el 1955 i 1958 respectivament. La colònia va esdevenir estat amb certes prerrogatives per a la potència colonial el 1959 i va adquirir plena independència el 31 d'agost de 1963. Del 16 de setembre de 1963 al 22 de desembre de 1965 fou part de Malàisia, federació de la que fou expulsada pel parlament federal el 9 d'agost de 1965, esdevenint república el 22 de desembre de 1965.

## Resum de fets principals
La història de Singapur comença quan l'illa de Temasek va ser rebatejada com Singapura ("ciutat dels lleons") al segle XIV. En aquest mateix segle, i sota el mandat del príncep Paramésuara, Singapur augmenta en importància amb la creació d'un port marítim, que després fou dependent del sultà de Malaca fins que va ser destruït el 1613 per pirates portuguesos.
La història de la Singapur moderna comença en 1819, quan l'anglès Thomas Stamford Raffles construeix un port britànic que permetrà que l'illa es converteixi en un important centre comercial amb Índia i Xina, i sigui un prestigiós lloc comercial del sud-est Asiàtic, convertint-se així en una eminent ciutat portuària. Fou colònia imperial fins al 1826 i seguint el tractat angloholandès de 1824, va passar a formar part, el 1826, de les noves Colònies de l'Estret.
Durant la Segona Guerra Mundial, l'Imperi Japonès conquista Singapur, i l'ocupa des de 1942 fins a 1945. En finalitzar la guerra, Singapur ja no torna a formar part de l'antiga colònia, sinó que va esdevenir una colònia de la corona separada de la que depenien l'illa Christmas i les illes Cocos, gaudint d'un bon nivell d'autogovern. Singapur es va unir a la Federació de Malaia, formant Malàisia el 1963. No obstant això, aviat es van evidenciar les diferències, per la qual cosa Singapur fou expulsada de Malàisia i es convertí en una república independent el 9 d'agost de 1965.

## Fundació de la Singapur moderna (1819)

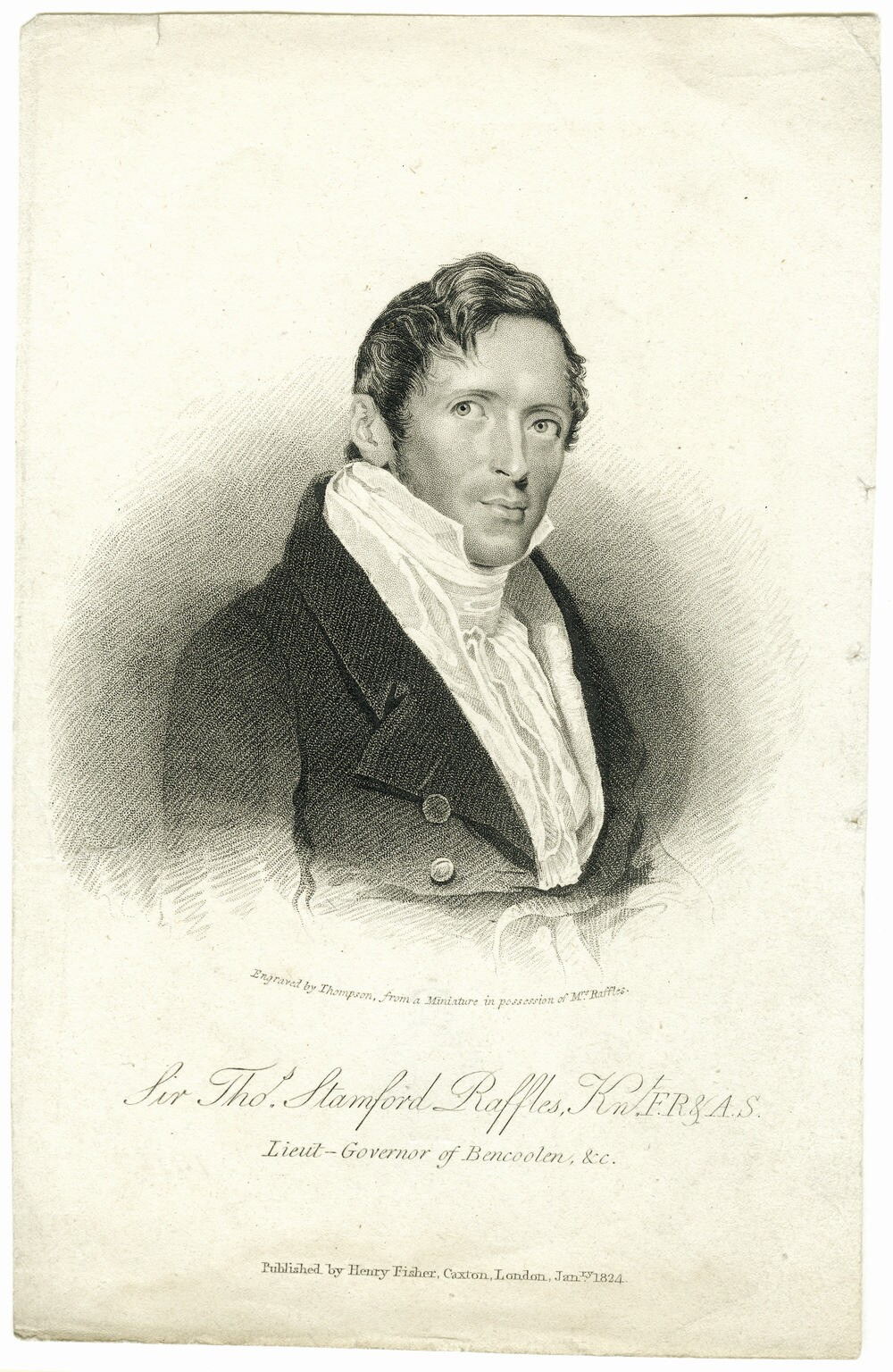
Thomas Stamford Raffles.

Entre els segles XVI i xix, l'arxipèlag de Insulindia va anar sotmetent-se a poc a poc a les potències europees, començant el 1509 amb l'arribada dels portuguesos a Malacca. Durant el segle xvii, Holanda va prendre el control de la majoria dels ports de la regió, relegant als portuguesos. Els holandesos es van fer amb el monopoli comercial de l'arxipèlag, sobretot en el comerç d'espècies, el producte més important de la regió aleshores. Altres potències europees, com la Gran Bretanya, van tenir molta menor presència en aquell moment.
El 1818, Thomas Stamford Raffles va ser nomenat Tinent Governador de la colònia britànica establerta a la moderna província indonèsia de Bengkulu. Raffles va ser determinant a l'hora de minvar el poder dels holandesos en l'arxipèlag, començant per la ruta comercial entre Xina i el Raj Britànic, ruta de vital importància sobretot pel comerç de l'opi a la Xina. Els holandesos havien asfixiat el comerç de l'Imperi Britànic a la regió mitjançant la prohibició del comerç britànic en els ports sota domini holandès, o imposant-los altes tarifes. Raffles va construir un port a l'estret de Malaca, un enclavament vital per al comerç entre Xina i Índia, amb l'esperança de fer front als holandesos. Va convèncer a Francis Rawdon-Hastings, el Governador General de l'Índia i al seu superior de la Companyia Britànica de les Índies Orientals per finançar una nova base britànica a la regió.

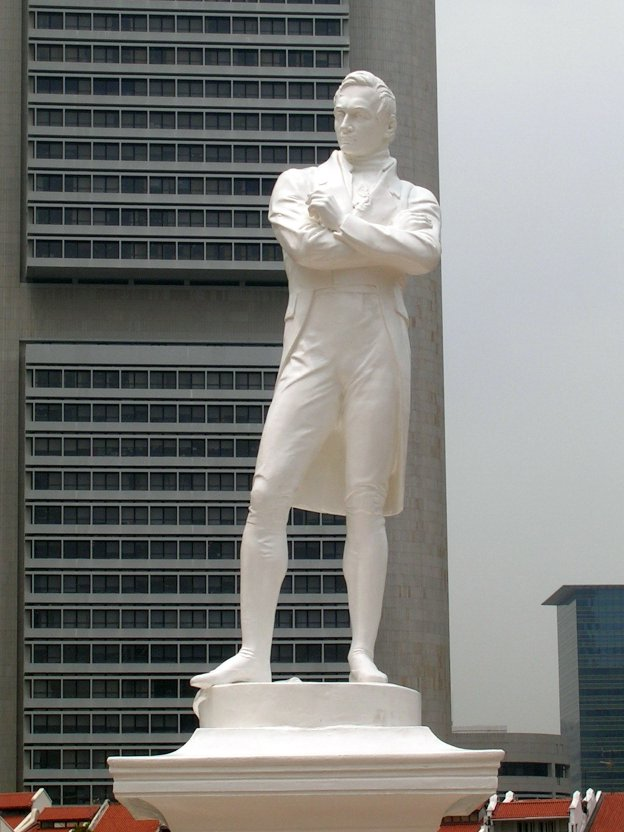
Estàtua de Raffles esculpida per Thomas Woolner. Està situada prop del lloc on va desembarcar en 1819.

Raffles va arribar a Singapur el 29 de gener de 1819 i no va trigar a adonar-se que l'illa era un emplaçament perfecte per al port. Es tractava d'un lloc situat al sud de la península de Malaca, prop del concorregut estret de Malaca, amb proveïment d'aigua fresca, i amb molta fusta per a la reparació de vaixells, un lloc ideal per a la col·locació del port. Raffles va fundar allí una petita colònia d'amb prou feines uns centenars d'habitants, encapçalats per Temenggong. L'illa es trobava sota el mandat de Abdul Rahman, sultà de Johore. No obstant això, el poder del sultà es trobava afeblit a la regió, i Temenggong i els seus oficials es mantenien fidels a Tengku Hussein (el germà major de Abdul Rahman), que estava exiliat en l'arxipèlag de Riau. Amb ajuda de Temenggong, Raffles va convèncer a Tengku Hussein perquè tornés a Singapur, i se'l va reconèixer com el veritable sultà de Johore a canvi d'un pagament anual. Hussein va permetre llavors la construcció del port britànic i Raffles va establir un lloc comercial a Singapur. El 6 de febrer de 1819 se signa un tractat oficial, naixent així la Singapur moderna.

## Desenvolupament inicial (1819-1826)
Després de signar el tractat, Raffles va tornar a Bengkulu i va deixar al comandant William Farquhar a càrrec de la nova colònia, juntament amb un petit regiment de soldats indis, i algunes peces d'artilleria. Establir un port comercial des de zero comporta un enorme esforç, però el projecte gaudia d'un bon finançament, i Raffles havia decidit que seria un port lliure. El poblat va anar creixent veloçment, i la notícia de la construcció del port lliure es va propagar vertiginosament per tot l'arxipèlag. En poc temps, comerciants àrabs i xinesos van acudir en massa cap a l'illa, amb la finalitat d'evitar els alts impostos dels ports holandesos. Durant el primer any, els ingressos del comerç van rondar els 400.000$ (real de 8 o dòlar espanyol). El 1821, la població de l'illa havia augmentat fins a 5.000 habitants i el volum del comerç va ser de 8 milions de dòlars. La població va superar els 10.000 habitants l'any 1825, manejant xifres de 22 milions de dòlars, i superant en ingressos al prestigiós port de Penang.

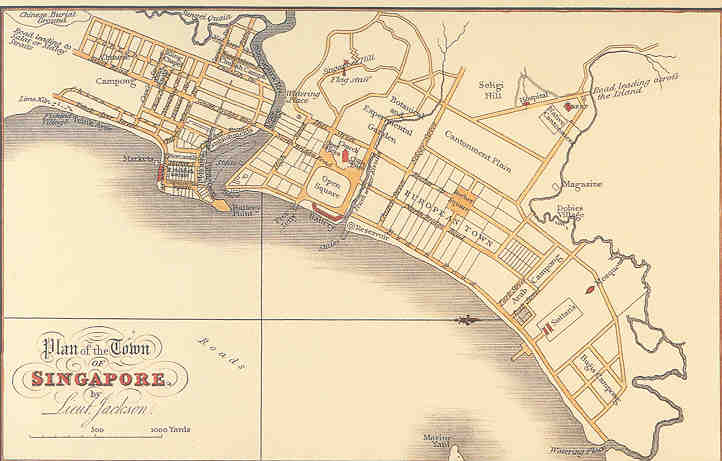
Pla de la Ciutat de Singapur, també conegut com el Pla Jackson o el Pla Raffles.

Raffles va tornar a Singapur el 1822 i va ser decisiu en moltes de les decisions de Farquhar, a pesar que Farquhar havia encertat fins ara en tot el que havia realitzat sota el seu mandat en aquests primers anys. Per augmentar els ingressos, Farquhar havia recorregut a vendre llicències per permetre els jocs d'atzar i la venda d'opi, coses amb les quals Raffles no estava d'acord, considerant-les mals socials. Escandalitzat pel descontrol que estava patint la colònia, Raffles va redactar una sèrie de noves polítiques per l'assentament. També es va encarregar d'organitzar Singapur, subdividint-la mitjançant el Pla de Raffles de Singapur. Avui dia encara queda petjada d'aquella organització als barris ètnics de la ciutat.
El 7 de juny de 1823, Raffles signà un segon tractat amb el sultà i Temenggong, el qual estenia la possessió de l'Imperi Britànic a l'illa. Tant el Sultà com Temenggong van negociar la majoria dels drets administratius de l'illa, inclosa la recollida de les taxes portuàries a canvi d'una suma que ascendia a 1500 $ i 800 $ respectivament al mes per a tota la vida. Aquest acord va permetre que l'illa quedés governada sota la legislació anglesa, però tenint en compte els costums, tradicions, i religió de la zona. Raffles va reemplaçar com a governador a Farquhar per John Crawfurd, un eficient i prudent administrador. A l'octubre de 1823, Raffles va marxar cap a Gran Bretanya i no va tornar a posar els peus a Singapur. Va morir el 1826, a l'edat de 44 anys.

## Les Colònies de l'Estret (1826-1867)

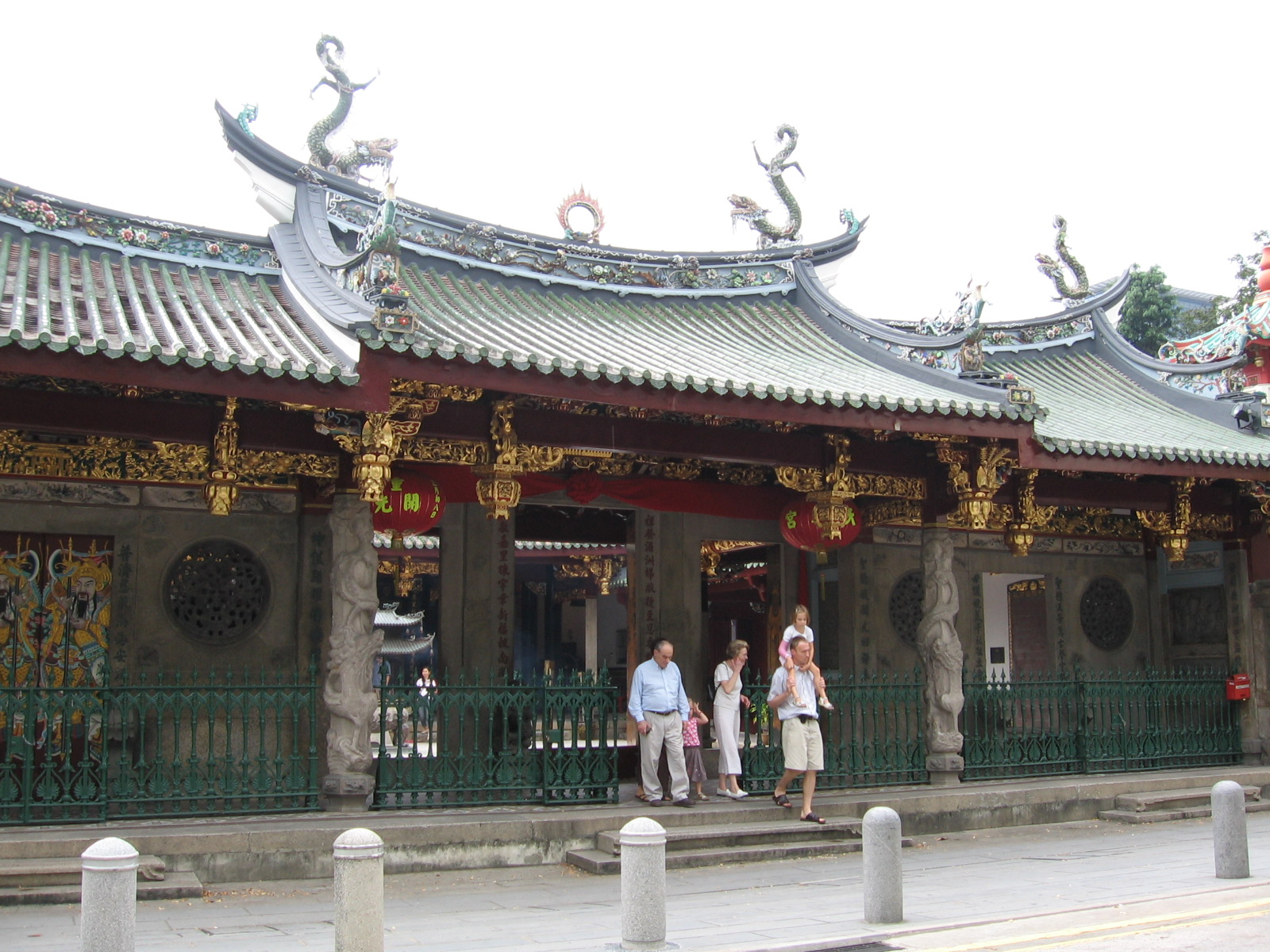
El temple de Thian Hock Keng, acabat el 1842, va servir com a lloc d'oració als primers immigrants.

El lloc avançat britànic a Singapur es va posar en dubte al principi a causa de les protestes del govern holandès que els britànics havien violat la seva esfera d'influències. Però Singapur de seguida es va convertir en un important lloc comercial, consolidant el poder britànic a l'illa, i fent-se oficial en el Tractat anglo-holandès de 1824, dividint així l'arxipèlag Malai entre dues colònies fortament establertes. La regió del nord de l'Estret de Malaca, incloent Singapur, es trobava sota domini britànic; al sud de l'estret era zona holandesa. El 1826, Singapur, Penang i Malacca, foren unides formant les colònies britàniques de l'Estret (Straits Settlements) administrades per la Companyia Britànica de les Índies Orientals.
En les dècades posteriors, Singapur va créixer fins a convertir-se en un important port de la regió. El seu èxit es va deure a diverses raons, entre elles l'obertura de mercats a la Xina, l'arribada dels vaixells de vapor, i la producció de cautxú i estany a la península Malaia. El fet de ser un port lliure li va proporcionar un gran avantatge sobre altres ciutats portuàries colonials com Batavia (Jakarta) i Manila, on es recaptaven impostos, i va atreure a multitud de comerciants xinesos, malais, àrabs i indis. L'obertura del Canal de Suez el 1869 va augmentar les possibilitats de comerç amb Singapur. El 1880, 1,5 milions de tones de mercaderies passaven cada any per Singapur, la qual cosa representava el 80% del total transportat per vaixells de vapor. El comerç lliure d'impostos va florir a la ciutat, i moltes cases mercants es van establir a Singapur, en la seva majoria per empreses europees, encara que també es van instal·lar mercants jueus, xinesos, àrabs, armenis, indis, i americans. També hi havia intermediaris xinesos que manejaven el comerç entre els mercants europeus i asiàtics.

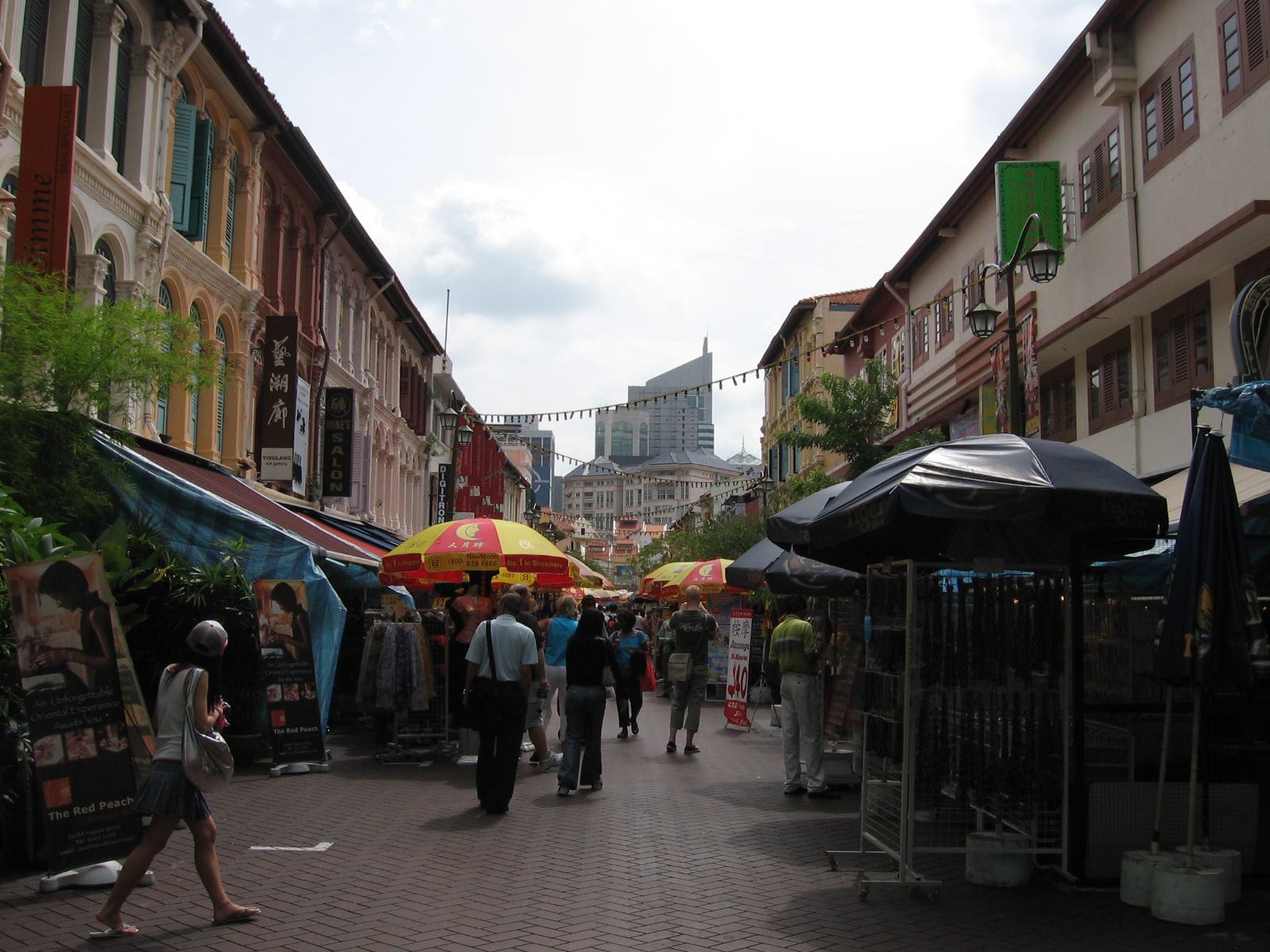
Casas restaurades al llarg d'un carrer de Chinatown. Reflecteixen l'arquitectura victoriana dels edificis construïts a Singapur durant el període precolonial.

En 1827, els xinesos eren el grup ètnic majoritari a Singapur. Es tractava dels Baba-Nyonya, que eren descendents dels colonitzadors xinesos, i els coolies xinesos, que van fugir cap a Singapur per escapar de les dificultats econòmiques que va causar la Guerra de l'Opi al sud-est de la Xina. Molts van arribar a Singapur en condició de treballadors contractats, i eren homes en la seva majoria. Els malais eren el segon grup ètnic predominant fins a la dècada de 1860, treballaven normalment com a pescadors, artesans, o com a assalariats vivint en zones rurals. El 1860, els indis es van convertir en la segona ètnia majoritària de Singapur, tractant-se de treballadors no qualificats, comerciants, o convictes enviats allí per exercir treballs en obres públiques com la neteja de les jungles i la creació de carreteres. També hi havia tropes d'indis sipais establertes com a guarnició a Singapur pels britànics.
Malgrat l'impressionant creixement de Singapur, l'administració de l'illa era ineficaç, estava desatesa, i no es preocupava pel benestar de la població. Els governants observaven el que passava des de l'Índia, i tant el llenguatge com la cultura local de Singapur els eren desconeguts. Si bé és cert que la població de Singapur s'havia quadruplicat des de 1830 fins a 1867, la grandària del servei civil del govern no havia canviat en absolut des de llavors. Això va causar que la major part de la població no tingués accés als serveis sanitaris públics, i diverses malalties com el còlera i la verola van causar greus problemes de salut. El resultat d'aquesta poca efectivitat política, el predomini d'homes a la regió i l'alt analfabetisme, fou una societat desorganitzada i caòtica. El 1850 solament es disposava de 12 oficials de policia per a una població propera als 60.000 habitants. La prostitució, el joc, i l'abús de les drogues (concretament opi) estava descontrolat i era molt freqüent en la societat. Les societats secretes xineses (l'equivalent actual a les triadas) es van tornar tremendament poderoses, i algunes d'elles tenien desenes de milers de membres. Les lluites territorials entre les societats rivals deixaven de tant en tant centenars de morts, i els intents per reprimir-les van tenir un èxit limitat.

## Les colònies de la corona britànica (1867-1942)

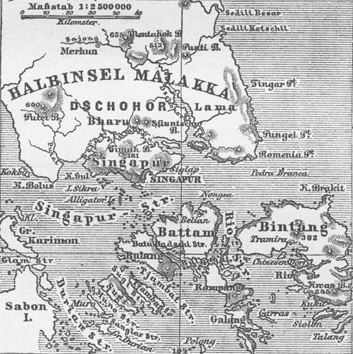
Mapa alemany de Singapur de l'any 1888.

Singapur va continuar el seu desenvolupament, i les deficiències administratives de les Colònies de l'Estret es van tornar preocupants. La comunitat mercant de la zona començava a manifestar-se en contra de la legislació britànica. L'1 d'abril de 1867, el govern britànic va acordar un conveni perquè les Colònies de l'Estret passessin a integrar una colònia de la corona independent (havien estat administrades per la Companyia ´Britànica de les Índies Orientals fins al 1858 i pels britànics com a dependència del Raj Britànic posteriorment). Aquesta colònia va passar a estar sota el comandament d'un governador amb supervisió del Secretari d'Estat per a les Colònies de Londres. Aquest nou governador era auxiliat per un consell executiu i un consell legislatiu. Encara que els membres de tots dos consells no podien ser triats, amb el pas del temps el nombre de membres locals va anar augmentant. El governador de la colònia residia a Singapur amb delegats a Malacca i Penang.
El govern colonial va emprendre llavors l'àrdua tasca de solucionar els problemes que la societat de Singapur estava travessant. En 1877, es va establir un Protectorat Xinès a càrrec de William A. Pickering per atendre les necessitats de la comunitat xinesa, especialment per controlar els abusos del comerç dels coolies i per protegir a les dones xineses de la prostitució forçosa. En 1889 el governador Cecil Clementi Smith va prohibir les societats secretes, conduint-les cap a la clandestinitat. No obstant això, multitud de problemes socials van quedar sense solucionar-se, inclosa l'escassetat d'habitatges, el pèssim estat sanitari de la ciutat, i la deplorable qualitat de vida. En 1906, el Tongmenghui, una organització revolucionària xinesa amb el propòsit d'enderrocar a la dinastia Qing, i dirigida per Sun Yat-sen, va fundar la sucursal Nanyang a Singapur, que es va emprar com a seu de l'organització al sud-est asiàtic.. La població immigrant xinesa de Singapur va contribuir generosament amb el Tongmenghui, que el 1911, va organitzar la Revolució Xinhai, la qual va donar lloc més tard a la República de la Xina.

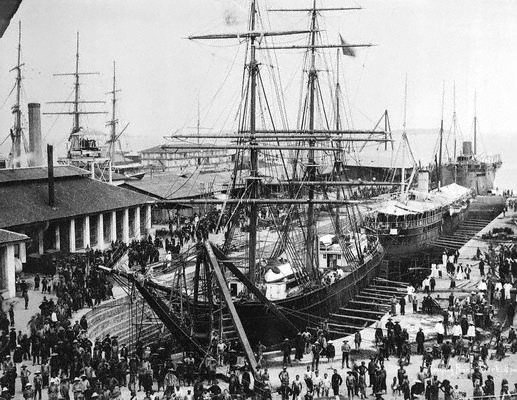
El Port Victoria, Tanjong Pagar, en plena activitat durant la dècada de 1890.

Singapur no es va veure gairebé afectada per la Primera Guerra Mundial (1914-1918), ja que el conflicte no es va estendre pel sud-est asiàtic. L'únic fet realment significatiu durant la guerra va ser un motí esdevingut el 1915 pels indis musulmans sipais de l'exèrcit britànic de guarnició a Singapur. En escoltar rumors que anaven a ser enviats a lluitar contra l'Imperi Otomà, els soldats es van revoltar, matant als seus oficials i a diversos civils britànics abans de ser reprimits per tropes arribades des de Johore i Birmània. En finalitzar la guerra, el govern britànic va enviar recursos per a la creació d'una base naval a Singapur, amb la finalitat de dissuadir la creixent ambició de l'Imperi Japonès. Fou acabada el 1939, i amb un impressionant cost de 500 milions de dòlars, la base naval podia presumir de ser el dic sec més gran del món aleshores, el tercer moll flotant, i tenir una reserva de combustible suficient com per proveir a la marina britànica al complet durant sis mesos. Estava defensada per canons navals pesats de 15 polzades i per esquadrons de la Reial Força Aèria o RAF (Royal Air Force) estacionats a la base aèria de Tengah. Winston Churchill ho va definir com el "Gibraltar de l'Est". Desafortunadament per als britànics, la base no albergava cap flota de manera permanent. La flota britànica es trobava estacionada a Europa però es tenia planejat l'enviament ràpid de naus a Singapur quan sorgís algun problema. No obstant això, la Segona Guerra Mundial va esclatar en 1939 i la flota es va ocupar a defensar Gran Bretanya en la batalla d'Anglaterra.

## La Batalla de Singapur i l'ocupació japonesa (1942-1945)
El govern japonès havia planejat conquistar el Sud-est Asiàtic per assegurar-se el subministrament de matèries primeres com el petroli i el cautxú amb les quals proveir el seu exèrcit i les seves indústries. Singapur disposava de la principal base naval aliada de la regió, per la qual cosa constituïa un clar objectiu militar. Els comandants militars britànics de Singapur creien que l'inevitable atac japonès vindria des del sud pel mar, doncs la densa selva malaIa del nord serviria com a barrera natural contra una invasió terrestre. Els britànics havien preparat no obstant això un pla de defensa contra un possible atac pel nord, però mai van arribar a completar els preparatius. L'exèrcit estava convençut que la fortalesa de Singapur resistiria qualsevol atac japonès i aquesta confiança es va veure reforçada amb l'enviament cap a Singapur de la Força Z, un esquadró britànic format principalment pel cuirassat HMS Prince of Wales i el creuer HMS Repulse. El portaavions HMS Indomitable havien d'acompanyar a l'esquadró en la defensa de Singapur però es va encallar durant la travessia, deixant a l'esquadró sense cobertura aèria.
El 5 de desembre de 1941, el governador de Singapur, Shenton Thomas, i el comandant de la força aèria britànica a la zona van rebre informes sobre una invasió japonesa imminent però van preferir no activar el pla de defensa de Malaia per no alarmar a la població.
El 7 de desembre Japó li va declarar la guerra als Estats Units i al Regne Unit, i va atacar Pearl Harbor i altres possessions nord-americanes i britàniques en el Pacífic, amb el que va donar començament la Guerra del Pacífic. La força aèria japonesa va atacar l'aeròdrom de Singapur i va destruir en terra al 90% dels avions britànics.
El 8 de desembre les forces japoneses van desembarcar a Kota Bharu, al nord-est de la península Malaia (sultanat de Kelantan). Només dos dies després, el Prince of Wales i el Repulse, que havien sortit a la trobada de la flota invasora, van ser enfonsats per avions japonesos en la batalla del golf de Siam prop de Pahang, en la derrota més vergonyosa de la marina britànica de tota la Segona Guerra Mundial. El suport aeri aliat no va arribar a temps per protegir els dos vaixells. Després d'aquest incident, Singapur i Malaia van sofrir constants atacs aeris, inclosos diversos dirigits cap a estructures civils com a hospitals o habitatges, causant des de desenes fins a centenars de baixes en cada atac.

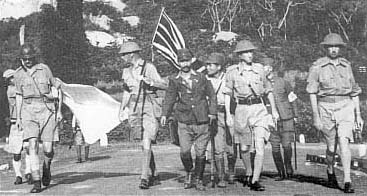
El tinent general Arthur Percival, guiat per un oficial japonès, marxa sota la bandera de l'alto-el-foc per negociar la rendició de les forces aliades a Singapur, el 15 de febrer de 1942.

L'exèrcit japonès avançava ràpidament cap al sud per la península de Malaca, polvoritzant o sortejant la resistència aliada malgrat la seva inferioritat numèrica. Les forces aliades no posseïen carros de combat en considerar-los inadequats per a la selva tropical, i la seva nombrosa infanteria mancava d'experiència prèvia en combat i es va mostrar impotent davant els tancs lleugers dels japonesos. Com la resistència es mostrava ineficaç a l'atac, les forces aliades es van veure obligades a retrocedir cap al sud, cap a Singapur. El 31 de gener de 1942, amb prou feines 55 dies després de la invasió, els japonesos ja havien conquistat tota la península de Malaca, i l'atac a Singapur era imminent.
Els aliats, amb la intenció de frenar l'avanç de les tropes japoneses, van destruir el pas elevat que unia Johore amb Singapur. No obstant això, uns dies després els japonesos van aconseguir creuar l'estret de Johore en bots inflables. Durant aquest període es van dur a terme alguns combats de les forces aliades, incloent voluntaris civils de Singapur, contra l'exèrcit japonès, com per exemple la Batalla de Pasir Panjang. No obstant això, amb la majoria de les defenses destrossades i els subministraments esgotats, el tinent general Arthur Ernest Percival es va rendir i no va tenir més remei que lliurar Singapur al general Tomoyuki Yamashita, de l'Exèrcit Imperial Japonès en el dia d'any nou xinès, el 15 de febrer de 1942. Al voltant de 130.000 tropes índies, australianes, i britàniques es van convertir en presoneres de guerra, moltes de les quals serien transportades posteriorment a Birmània, Japó, Corea, i Mantxúria en els denominats "vaixells de l'infern" per a la seva utilització com a mà d'obra esclava. La derrota a Singapur ha estat considerada el major fracàs de les forces armades britàniques en la seva història.

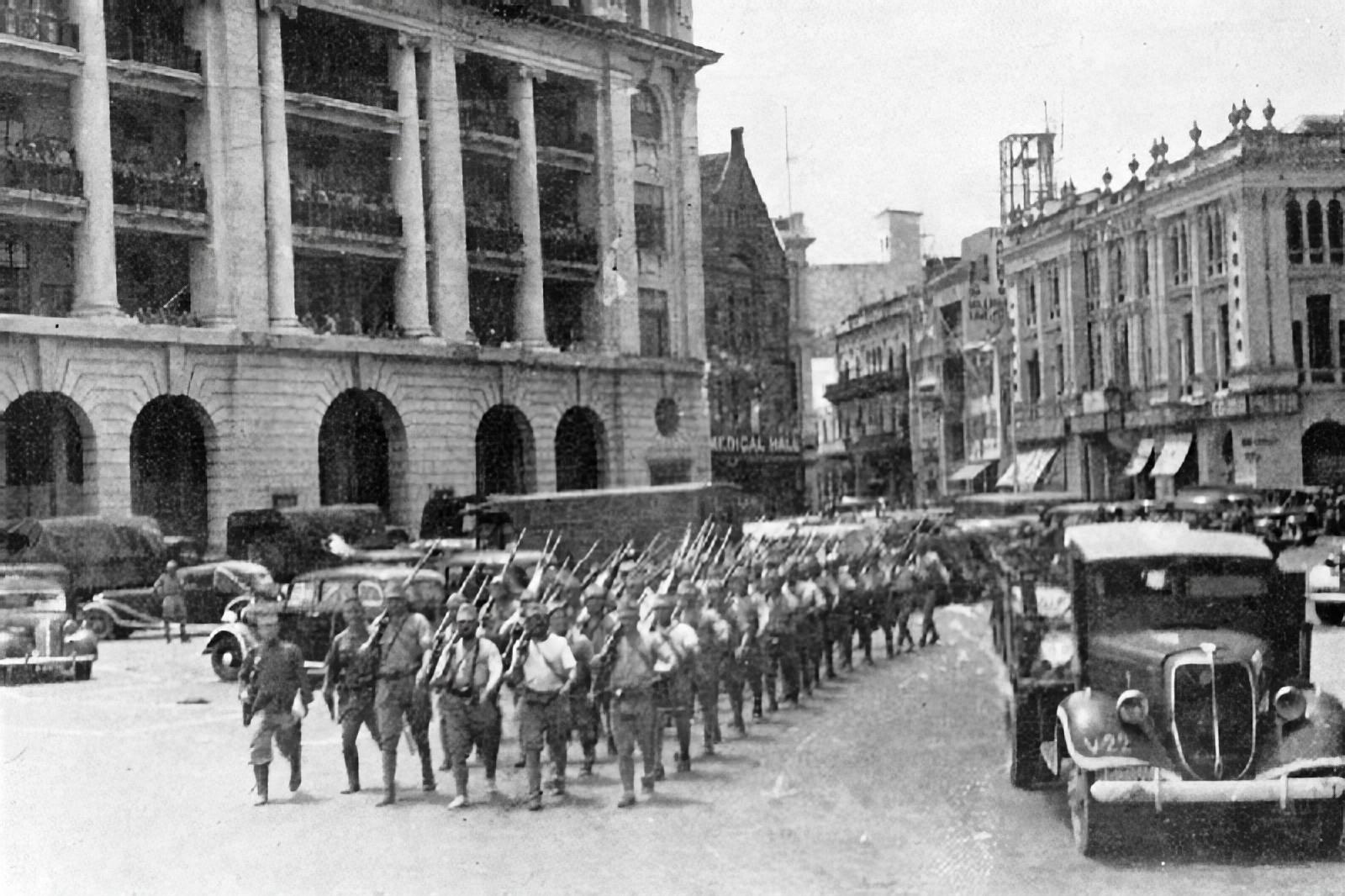
Les tropes japoneses marxen victorioses pel centre de la ciutat. Febrer de 1942.

Singapur va ser rebatejada Syonan-to (en japonès: 昭南島 Shōnan-tō, "Llum de l'illa del sud") i els japonesos la van ocupar entre 1942 i 1945. Aquesta etapa és la més fosca de tota la història de Singapur, doncs l'exèrcit japonès va imposar dures mesures contra la població. Les tropes japoneses van cometre nombroses atrocitats, especialment per part dels Kempeitai, la policia militar japonesa. Van ser ells els autors de la massacre de Sook, on van morir multitud de civils xinesos, per haver recolzat la Segona Guerra Sinó-japonesa. Les execucions en massa es van emportar entre 25.000 i 50.000 vides entre Malaia i Singapur. La resta de la població va travessar grans dificultats durant els tres anys i mig d'ocupació japonesa.

## Postguerra (1945-1955)

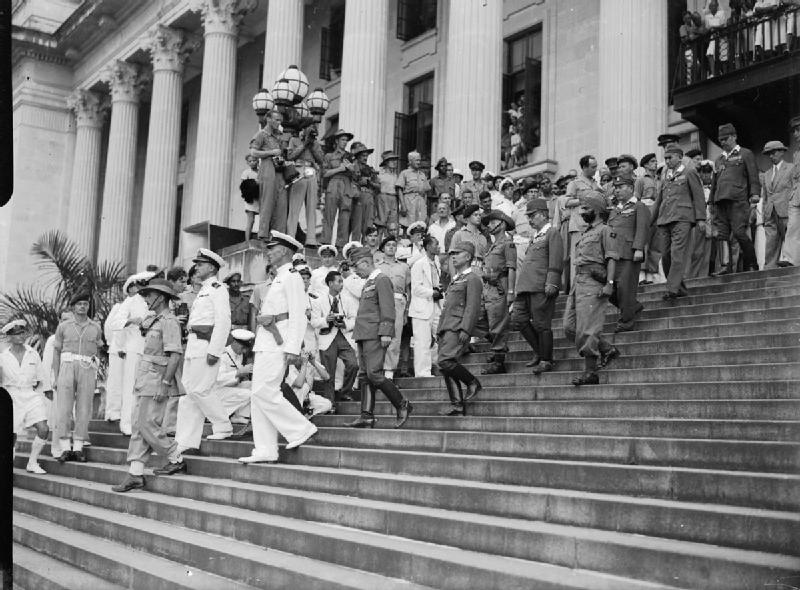
Rendició del Japó a Singapur, el 12 de setembre de 1945. La delegació japonesa abandona l'edifici després de la cerimònia de rendició.

Després de la Rendició del Japó el 15 d'agost de 1945, Singapur va estar un temps en estat de anomia, i durant aquest temps es van cometre multitud de vandalismes, saquejos, i assassinats venjatius. El 15 de setembre de 1945 les tropes britàniques, dirigides per Louis Mountbatten, van tornar a Singapur per reconèixer oficialment la rendició de les forces japoneses de Seishirō Itagaki, en representació de Hisaichi Terauchi, i es va formar una administració militar britànica per governar l'illa fins a març de 1946. La major part de la infraestructura urbana havia quedat arrasada en la guerra, inclosos els subministraments d'aigua i electricitat, els serveis telefònics, i les instal·lacions del port de Singapur. La gran escassetat d'aliments va causar greus problemes de malnutrició i va ocasionar una ona desenfrenada de malalties, crims, i violència. L'alt preu dels aliments, la desocupació, i el descontentament dels treballadors, va culminar en una sèrie de vagues el 1947, paralitzant el transport públic i molts altres serveis. A la fi de 1947, l'economia va començar a recobrar el rumb, agilitzada per la creixent demanda mundial de suro i estany, però encara es trigarien diversos anys més perquè l'economia aconseguís els nivells anteriors a la guerra.

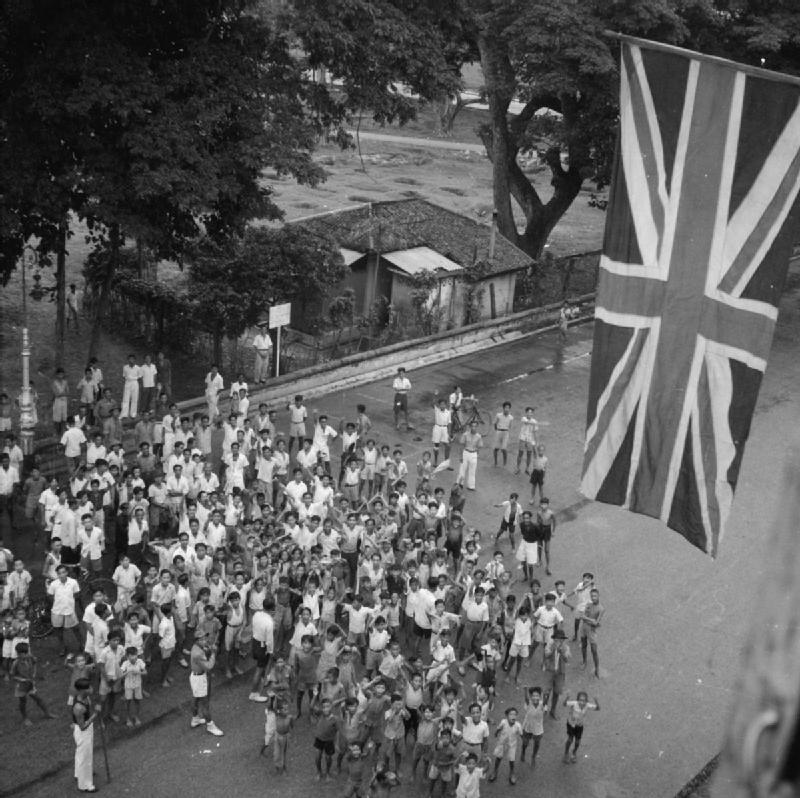
Una bandera britànica oneja sobre la multitud, que victoreja l'arribada de les tropes britàniques a Singapur, marcant la fi dels tres anys i mig d'ocupació japonesa. 5 de setembre de 1945.

El fracàs britànic en la defensa de Singapur els va restar tota la credibilitat que posseïen com a governants infal·libles. En les dècades posteriors a la guerra es va produir un despertar polític per part de la població local, i van emergir els sentiments antiimperialistes i nacionalistes, plasmant-se mitjançant l'eslògan "Merdeka", que en malai significa "independència". Els britànics, per la seva banda, estaven disposats a augmentar gradualment l'autogestió del país. L'1 d'abril de 1946, les Colònies de l'Estret es van separar, i Singapur es va convertir en una colònia de la corona separada, governada per un administrador civil. Al juliol de 1947, es van establir els consells executius i legislatius, i es van programar les eleccions de sis membres del consell legislatiu per al següent any.

### Primer consell legislatiu (1948-1951)
Al març de 1948 van tenir lloc les primeres eleccions a Singapur, i es van limitar a l'elecció de solament sis dels vint-i-cinc escons del consell legislatiu. A més, només tenien dret a vot els súbdits britànics, i, d'ells, només 23.000 (aproximadament el 10%) es van registrar per votar. Els altres representants del consell legislatiu eren triats pel govern o per les cambres de comerç. Dels sis escons que el poble podia triar, tres d'ells els va guanyar el Partit Progressista de Singapur (Singapore Progressive Party, SPP), un partit conservador dirigit per adinerats empresaris, que rebutjaven la independència com a opció immediata. Els altres tres escons els van ocupar diferents partits independentistes.
Tres mesos després de les eleccions, diversos grups comunistes van dur a terme un aixecament armat a Malaia, i els britànics van imposar dures mesures de control amb tal de mantenir controlats als grups esquerrans a Singapur i Malaia, i a més es va imposar una polèmica llei que permetia al govern el dret d'arrestar i detenir sense la necessitat d'un judici previ a persones sospitoses de ser "amenaces per a la seguretat". Com els grups esquerrans eren els principals detractors del sistema colonial, el progrés de l'autogovern es va paralitzar durant diversos anys

### Segon consell legislatiu (1951-1955)
En 1951 es van realitzar unes segones eleccions per al consell legislatiu. En aquesta ocasió, el nombre d'escons per elegir en les votacions va ascendir a nou. Les eleccions van estar dominades de nou pel SPP, partit que va recollir sis escons. Si bé és cert que aquest fet va contribuir a la creació d'un govern local a Singapur, el poder de l'administració colonial encara era dominant. El 1953, amb els comunistes totalment reprimits a la regió, una comissió britànica, encapçalada per George William Rendel, va proposar una forma limitada d'autogovern de Singapur. El consell legislatiu va ser reemplaçat per una nova assemblea legislativa formada per trenta-dos escons, vint-i-cinc dels quals triats per sufragi. El gabinet estaria format per un consell de ministres i pel cap de govern, per la qual cosa es tractaria d'un sistema parlamentari. Els britànics conservarien cert control en diverses àrees com és ara la seguretat interna, les relacions exteriors, i el poder de veto sobre la legislació.
En 2 d'abril de 1955 es van efectuar les eleccions per a l'assemblea legislativa. Van resultar ser molt actives i participatives, amb l'ingrés de nous partits polítics. No obstant això, aquesta vegada els votants estaven registrats directament, cosa que no ocorria en els anteriors comicis, i van expandir així l'electorat a vers els 300.000 participants. El SPP va resultar ser el gran derrotat de les eleccions, aconseguint solament quatre escons. El partit que va obtenir més vots va ser el recentment format Front del Treball (Labour Front), de tendència esquerrana, aconseguint deu escons i formant una coalició amb l'Aliança UMNO-MCA, la qual va guanyar tres escons. Un altre recentment format, el partit de centre-esquerra Partit d'Acció Popular (People's Action Party PAP), va aconseguir tres escons.

## Autogovern (1955-1963)

### Autonomia parcial (1955-1959)
David Marshall, líder del partit Labour Front, es va convertir en el primer cap de govern de Singapur. Va presidir un govern amb altes inestabilitats, rebent poca o nul·la col·laboració tant del govern colonial com de la resta de partits polítics. El descontentament social anava en augment, i al maig de 1955, va esclatar la revolta de Hock Lee, causant quatre morts i desprestigiant el govern de Marshall. En 1956 va esclatar la revolta de l'Escola Secundària Xina entre els seus estudiants, incrementant encara més la tensió entre el govern local i els estudiants i sindicats xinesos, amb clares tendències comunistes.
A l'abril de 1956, Marshall va estar al capdavant d'una delegació a Londres per negociar una autonomia completa, però les discussions van finalitzar sense èxit, doncs els britànics no estaven disposats a abandonar el control de la seguretat interna de Singapur. Els britànics estaven molt preocupats per les possibles influències comunistes i per les nombroses vagues que podrien fer que l'economia de Singapur es desestabilitzés, a més, pensaven que el govern local de Singapur s'havia mostrat poc efectiu davant els disturbis anteriors. Marshall va dimitir després de la ruptura de les negociacions.
El nou ministre cap, Lim Yew Hock, va llançar una ofensiva contra els grups comunistes i esquerrans, empresonant a nombrosos dirigents sindicalistes i membres considerats pro-comunistes del PAP sota l'acusació de "alterar la seguretat". El govern britànic va donar el vistiplau a aquestes mesures, i quan al març de 1957 es van reiniciar les negociacions, el govern britànic va donar per fi llum verda a l'autogovern complet de Singapur. Es va crear així l'Estat de Singapur, amb la seva pròpia ciutadania. L'assemblea legislativa es va expandir a cinquanta-un membres, tots escollits mitjançant elecció popular, i el primer ministre, juntament amb el gabinet, controlarien tots els aspectes del govern, excepte les relacions exteriors i la defensa. El governador va ser reemplaçat per un Yang di-Pertuan Negara (Cap d'Estat).

### Autonomia total (1959-1963)
Al maig de 1959 es van celebrar unes noves eleccions per a l'assemblea legislativa. El Partit d'Acció Popular (PAP) va arrasar en les eleccions aconseguint quaranta-tres dels cinquanta-un escons. El seu èxit es va basar a guanyar-se l'acceptació de la població de parla xinesa, sobretot dels sindicats i de les organitzacions estudiantils radicals. El seu líder, Lee Kuan Yew, un jove advocat que va estudiar a la Universitat de Cambridge, es va convertir en el primer ministre de Singapur el 1961.
Els empresaris, tant locals com a estrangers, van acollir la victòria del PAP amb cert descoratjament, doncs molts integrants del partit eren considerats pro-comunistes, i moltes empreses van ser desplaçades a Kuala Lumpur per aquest motiu. Malgrat això, el govern del PAP es va embarcar en un ambiciós projecte que se centrava a solucionar els problemes econòmics i socials de Singapur. El desenvolupament econòmic estava supervisat pel nou Ministre d'Hisenda Goh Keng Swee, l'estratègia del qual era incitar a la inversió tant local com a estrangera amb diverses mesures, entre elles els incentius fiscals o la construcció d'un gran polígon industrial a Jurong. Es va reformar el sistema educatiu per a la formació de mà d'obra qualificada, i es va promoure l'anglès per davant del xinès com a idioma oficial d'ensenyament. Els sindicats es van consolidar en una sola organització central, anomenada Congrés Nacional dels Sindicats (National Trade Union Congress NTUC), amb la finalitat d'eliminar el malestar laboral. Referent a les reformes socials, es va dur a terme un agressiu projecte d'habitatge, doncs aquest estava suposant un greu problema des de feia temps. Durant els dos primers anys del programa, es van construir més de 25.000 gratacels de baix cost.

### Campanya per la fusió

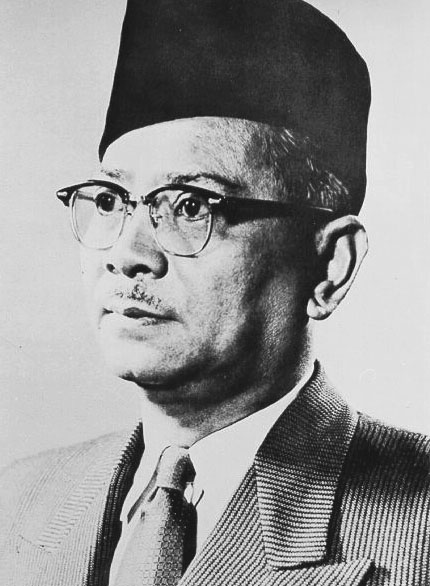
Tunku Abdul Rahman, primer ministre de Malaia. Va proposar la formació de la Federació de Malàisia el 27 de maig de 1962.

Malgrat l'èxit assolit en el govern, els dirigents del PAP pensaven que el futur de Singapur passava per incorporar-se a Malaia. Segons el seu criteri, els llaços històrics i econòmics entre Malaia i Singapur eren molt forts com per continuar sent nacions separades, i van lluitar enèrgicament per la fusió. D'altra banda, els integrants més esquerrans del PAP s'oposaven fermament a la fusió, tement una pèrdua d'influència política i així quedar eclipsats pel partit majoritari de Malaia, la UMNO, que a més era un partit que es reconeixia obertament anticomunista. Per la seva banda, els líders de la UMNO també es van mostrar escèptics a la idea de l'annexió a causa que tenien seriosos dubtes del paper del PAP al govern, i a més, a causa de l'alta població xinesa a Singapur, la fusió alteraria l'equilibri racial de la qual tant depenia el seu poder polític. La fusió no es va prendre en compte fins que, en 1961, Ong Eng Guan, ministre de l'ala esquerra del PAP, va abandonar les files del partit. Els comunistes derrotaren al PAP en les eleccions parcials, amenaçant amb desmuntar el govern de Lee. Després d'aquest fet, la UMNO, atemorit per la possible presa de poder dels comunistes, va acceptar la fusió. El 27 de maig, el primer ministre de Malaia, Tunku Abdul Rahman, va proposar la idea de formar la Federació de Malàisia, que incloïa les ja existents Federació de Malaya, Singapur, Brunei, i els territoris del Borneo del Nord Britànic (avui Sabah) i Sarawak. Els líders de la UMNO creien que l'alt índex de població malaia als territoris de Borneo compensaria la població xinesa de Singapur.
La proposta de Malàisia va intensificar les disputes entre els esquerrans i els moderats dins del PAP. Els esquerrans, liderats per Lim Chin Siong, abandonaren el PAP i van formar un nou partit, anomenat Barisan Sosialis (Front Socialista), per lluitar en contra de l'annexió. Per contra, Lee va convocar un referèndum sobre la fusió i va fer una intensa campanya de la seva proposta, aprofitant la gran influència que el partit posseïa sobre els mitjans de comunicació. El referèndum, celebrat l'1 de setembre de 1962, va finalitzar amb el 70% dels votants a favor de l'annexió.
El 9 de juliol de 1963, els líders del govern de Singapur, Federació Malaia, Sabah i Sarawak, van signar oficialment l'Acord de Malàisia, establint així la Federació de Malàisia.

## Incorporació de Singapur a Malàisia (1963–1965)

### Annexió
El 16 de setembre de 1963 la federació Malaia, Singapur, Sabah i Sarawak, formaren oficialment Malàisia. La unió va beneficiar econòmicament a Singapur amb la creació d'un mercat lliure comú, eliminant els aranzels i alleujant la desocupació. El govern britànic va aprovar la fusió, convençuts que la seguretat interna de Singapur es veuria reforçada amb la formació de Malàisia.
Ja des del començament van sorgir els problemes. Un partit associat a la UMNO va participar en les Eleccions Generals de Singapur de 1963, a pesar que la UMNO va fer un pacte amb el PAP perquè els primers no participessin en la vida política de Singapur durant els primers anys de formació de Malàisia. Encara que la UMNO no va obtenir un gran resultat, les relacions entre la UMNO i el PAP es van deteriorar, i el PAP, a manera de venjança, es va presentar a les eleccions federals de 1964 com a part de la Convenció Solidària de Malàisia, guanyant un escó al Parlament de Malàisia.

### Tensió racial
Les tensions radicals es van incrementar dràsticament en amb prou feines un any, i a més formaven part de l'estratègia del partit d'esquerres (Barisan Sosialis) per desacreditar al govern de Singapur i al govern federal malaisi. En particular, la població xinesa de Singapur va ser la més afectada, sobretot per la política de discriminació positiva al col·lectiu malai, que els atorgava privilegis segons l'article 153 de la Constitució de Malàisia. Lee Kuan Yew i altres líders polítics de Singapur van lluitar per la igualtat de totes les races de Malàisia.
Mentrestant, les acusacions del govern federal de Malàisia incitaven a la població de raça malaia de Singapur perquè creguessin que el PAP estava maltractant als malais. La política exterior també es va convertir en una font de problemes quan Sukarno, el president d'Indonèsia, va declarar l'estat de confrontació amb Malàisia i va iniciar activitats militars contra la nació recentment formada, incloent el bombardeig del MacDonald House, un edifici històric de Singapur, per escamots indonesis el març de 1965, matant a tres persones. Indonèsia també va incentivar les accions de sedició per provocar els enfrontaments entre malais i xinesos. Es van produir multitud de disturbis entre les dues races, i es va instaurar un toc de queda per restablir l'ordre. Els disturbis més famosos van ser els disturbis racials de 1964, que van començar el dia del naixement de Mahoma, el 21 de juliol, saldant-se amb vint-i-tres morts i diversos centenars de ferits. Durant els disturbis, el transport es va interrompre, i en conseqüència els preus dels aliments es van disparar, causant greus dificultats al poble.
Els governs estatal i federal també travessaven conflictes econòmics. Els dirigents de la UMNO temien que el domini econòmic de Singapur pogués causar un important canvi polític més enllà de Kuala Lumpur. Malgrat l'acord previ del mercat lliure comú, la resta de Malàisia seguia mantenint certs aranzels amb Singapur. En represàlia, Singapur es va negar a proporcionar a Sabah i a Sarawak la totalitat dels préstecs acordats prèviament per al desenvolupament econòmic dels dos estats de l'est. Les pèssimes relacions es van intensificar encara més, les converses van cessar, i els abusius discursos i escrits es van convertir en rutinaris. Els extremistes de la UMNO van reclamar l'arrest de Lee Kuan Yew.

### Separació

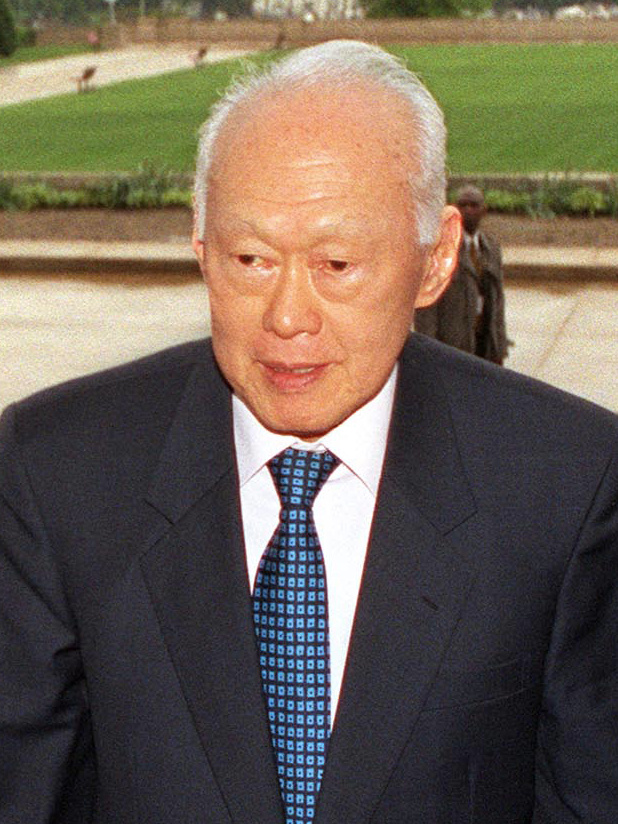
El primer ministre de Singapur, Lee Kuan Yew.

A falta de alternatives per evitar el continuat vessament de sang, el primer ministre de Malàisia Tunku Abdul Rahman va decidir expulsar a Singapur de la federació. El 9 d'agost de 1965 l'expulsió de Singapur es va sotmetre a votació al Parlament de Malàisia, finalitzant amb un abassegador 126-0 a favor. El mateix día, un llagrimós Lee Kuan Yew anunciava en una conferencia de premsa televisada que Singapur era una nació sobirana i independent. L'estat va esdevenir independent i al cap de poc es va convertir en la República de Singapur, i Yusof bin Ishak en fou designat el primer president.

## Governants

### Residents/comandants
- 6 feb 1819 - 26 abr 1823 William Farquhar
- 27 mai 1823 - 15 ago 1826 John Crawfurd

### Residents Consellers
- 15 ago 1826 - 18 nov 1827 John Prince
- 29 nov 1827 - des 1833 Kenneth Murchison
- des 1833 - 18 nov 1836 Samuel George Bonham
- 4 mar 1837 - 1856 Thomas Church
- 22 sep 1856 - 1859 Henry Somerset MacKenzie
- 1860 - 1867 Ronald Macpherson

### Governadors de les Colònies de l'Estret i la colònia de Singapur dins de l'anterior
- 17 mar 1867 - 3 nov 1873 Harry St. George Ord
- 1873 - 1875 Andrew Clarke
- 1875 - 1877 Sir William Francis Jervois
- 1877 - 1877 Edward Archibald Harbord Anson (interí)
- 1877 - 1879 William Cleaver Francis Robinson
- 1879 - 1880 Edward Archibald Harbord Anson (segona vegada, interí)
- 1880 - 1887 Sir Frederic Aloysius Weld
- 1887 - 1893 Cecil Clementi Smith
- 1893 - 1894 William Edward Maxwell (interí)
- 1894 - 1899 Sir Charles Bullen Hugh Mitchell
- 1899 - 1901 James Alexander Swettenham (interí)
- 1901 - 1903 Sir Frank Athelstone Swettenham
- 1904 - 1911 Sir John Anderson
- 1911 - 1919 Sir Arthur Henderson Young
- 1920 - 1927 Sir Laurence Nunns Guillemard
- 1927 - 1929 Sir Hugh Charles Clifford
- 1930 - 1934 Sir Cecil Clementi
- 1934 - 1942 Sir Shenton Whitelegge Thomas (presoner dels japonesos del 15 de febrer de 1942 a 15 d'agost de 1945)
- 15 feb 1942 - 12 set 1945 Ocupació japonesa

### Administradors militars japonesos
- 1942 - 1943 Tomoyuki Yamashita
- 1943 - 1944 Hisaichi Terauchi
- 1944 - 1945 Doihara Kenji
- 1945 - 12 set 1945 Seishiro Itagaki

### Alcaldes japonesos de Syonan (presidents de la municipalitat especial)
- 1942 - 1943 Shigeo Odate
- 1943 - 1945 Kanichi Naito

### Administradors militars britànics
- 12 set 1945 - 31 mar 1946 Louis Francis Mountbatten

### Oficial Sub cap d'afers civils
- set 1945 - 31 mar 1946 Patrick Alexander Bruce McKerron
- 12 set 1945 - 1 abr 1946 Sir Shenton Whitelegge Thomas (restaurat)

### Governadors
- 1 abr 1946 - 20 mar 1952 Sir Franklin Charles Gimson
- 1952 Wilfred Lawson Blythe (interí)
- 1952 - 1955 John Fearns Nicoll (des de 24 de juny de 1952 Sir John Fearns Nicoll)
- 1955 Sir William Allmond Codrington Goode (interí)
- 1955 - 1957 Robert Brown Black (des del 9 de juny de 1955 Sir Robert Brown Black)
- 1957 - 1959 Sir William Allmond Codrington Goode (segona vegada)

### Caps d'estat (Yang di-Pertuan Negara Singapura)
- 1959 Sir William Allmond Codrington Goode
- 1959 - 1965 Yusuf bin Ishak